# Astragalus takhtadzjanii
Astragalus takhtadzjanii är en ärtväxtart som beskrevs av Aleksandr Alfonsovitj Grossgejm. Astragalus takhtadzjanii ingår i släktet vedlar, och familjen ärtväxter. Inga underarter finns listade i Catalogue of Life.